# William Friedkin
William Friedkin (/ˈwɪljəm ˈfɹiːdkɪn/), né le 29 août 1935 à Chicago (Illinois) et mort le 7 août 2023 à Los Angeles (Californie), est un réalisateur, scénariste et  producteur américain, appartenant au mouvement du Nouvel Hollywood des années 1970.
Débutant sa carrière dans le documentaire au début des années 1960, il est connu pour ses films French Connection (1971), qui remporte cinq Oscars, dont ceux de meilleur film et de meilleur réalisateur, et L'Exorciste (1973) qui lui vaut une autre nomination à l'Oscar du meilleur réalisateur.
Ses autres films dans les années 1970 et 1980 incluent le drame Les Garçons de la bande (1970), considéré comme une étape importante du cinéma queer, le remake du Salaire de la peur, Le Convoi de la peur (1977), la comédie policière Têtes vides cherchent coffres pleins (1978), le thriller controversé La Chasse (1980),, et le thriller néo-noir Police fédérale, Los Angeles (1985). Même si les œuvres de Friedkin ont connu un déclin commercial et critique à partir de la fin des années 1980, ses trois derniers longs métrages, tous adaptés de pièces de théâtre, ont été accueillis positivement par la critique : le film d'horreur psychologique Bug (2006), le film policier Killer Joe (2011), et le drame juridique L'Affaire de la mutinerie du Caine (2023), sorti deux mois après sa mort. Il a également beaucoup travaillé comme metteur en scène d'opéra de 1998 jusqu'à sa mort, et a réalisé divers téléfilms et épisodes de séries pour la télévision.

## Biographie

### Origines et famille
William David Friedkin naît aux États-Unis de parents immigrants juifs d'Ukraine, Raechael et Louis Friedkin. La plus grande partie de sa famille a fui ce pays à la suite de pogroms en 1903. Sa mère est infirmière de bloc opératoire, son père, ancien de la marine marchande, est semi-professionnel de softball et travaille dans un magasin de vêtements. La famille est pauvre. Le jeune William a une grande admiration pour sa mère et il estimera par la suite que c'est elle qui l'a empêché de mal tourner.

### Scolarité et premiers métiers
Scolarisé à l'école Senn High School, William Friedkin se fait apprécier bien plus pour ses qualités au basketball que pour son assiduité. Après avoir vu Citizen Kane d'Orson Welles, Friedkin se découvre une vocation pour le cinéma et plus précisément pour la réalisation, mais ses parents ne peuvent lui payer des études et il devient coursier pour la chaîne WGN-TV. Beaucoup de chaînes locales se créant à cette époque, William Friedkin parvient à devenir réalisateur d'émissions en direct, puis de documentaires. Il se fait souvent renvoyer des chaînes où il travaille mais n'a pas de difficultés à trouver un autre emploi.

### Progression et récompenses
En 1965, William Friedkin produit et réalise le documentaire The People vs. Paul Crump, sur un condamné à mort en attente de son exécution. Le film, qui tente de mettre en lumière les défaillances de l’enquête policière, entraîne une réévaluation du dossier et le héros, Paul Crump (en), voit sa sentence commuée en prison à vie (il sera finalement libéré en 1993). Le film gagne le Golden Gate award au Festival international du film de San Francisco en 1962. William Friedkin décide en 1965 de quitter Chicago et devient réalisateur pour la série télévisée Alfred Hitchcock présente.
En 1967, William Friedkin réalise son premier film pour le cinéma, Good Times (en), une comédie musicale mettant en vedette le tandem Sonny and Cher. Suivent, en 1968, L'Anniversaire d’après la pièce de Harold Pinter et, en 1970, Les Garçons de la bande, un des rares films de l’époque à traiter d’homosexualité.

### Succès cinématographiques et consécration
[à développer]

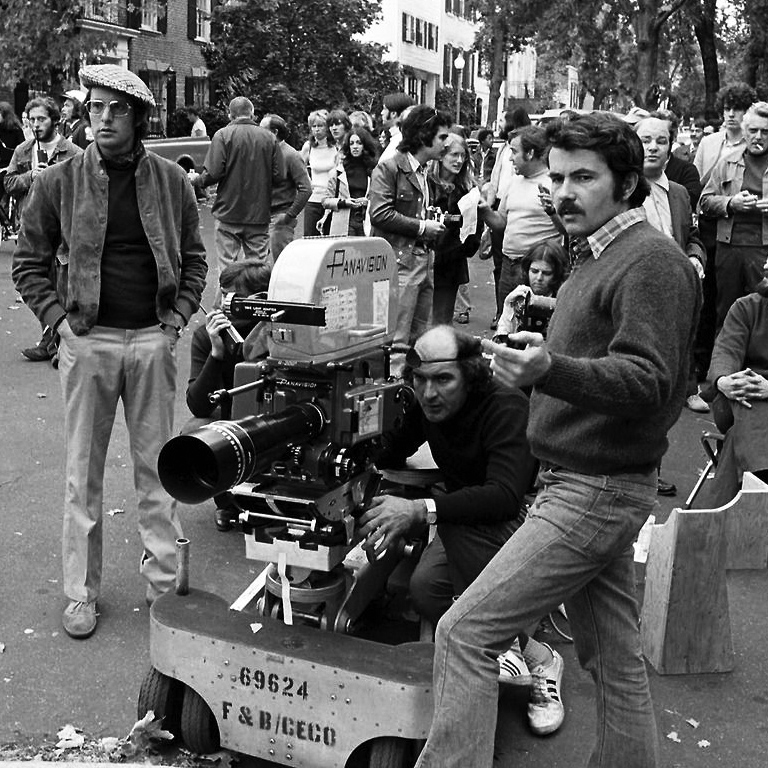
William Friedkin (à gauche), le directeur de la photographie Owen Roizman (au centre) et le producteur William Peter Blatty (à droite) sur le tournage de L'Exorciste dans les rues de Georgetown.

William Friedkin réalise ensuite coup sur coup deux très gros succès commerciaux, maintenant considérés comme des classiques du cinéma américain : le drame policier French Connection en 1971. Le film a remporté cinq Oscars, dont celui du meilleur réalisateur, ainsi que trois Golden Globes. Ensuite, le drame fantastique L'Exorciste, sorti en 1973, connaît un succès planétaire.

### Déclin et controverses
La suite de sa filmographie sera moins riche en succès au box-office, mais pas en réussites artistiques, telles Le Convoi de la peur, son plus gros échec à Hollywood, remake étonnant du Salaire de la peur d'Henri-Georges Clouzot, La Chasse (Cruising) avec Al Pacino qui fait scandale pour sa description très crue des milieux homosexuels S.M., Police fédérale, Los Angeles, le plus gros succès de William Friedkin des années 1980, polar halluciné autour d'un personnage de flic antipathique et suicidaire.
En 2007, son film Bug est une plongée cauchemardesque au cœur de la schizophrénie.
William Friedkin est un cinéaste des excès, du malaise et de la violence. Souvent stigmatisé pour son caractère difficile et ses lubies sur certains tournages houleux, cet enfant prodige du Nouvel Hollywood demeure une référence dans le cinéma d'action contemporain[non neutre].

### Opéra
Au milieu des années 1990, William Friedkin se met à la mise en scène d’opéra ; en 1998, à l’instigation du chef Zubin Mehta, il monte Wozzeck d'Alban Berg dans le cadre d’un festival d’art lyrique à Florence. Par la suite, il dirige notamment Ariane à Naxos de Richard Strauss à Los Angeles, Samson et Dalila de Camille Saint-Saëns en Israël, et Aïda de Verdi en Italie.

### Derniers films
En 2007, il était annoncé à la réalisation du film français Coco Chanel et Igor Stravinsky, avant de finalement quitter le projet en raison de désaccords avec les producteurs Claudie Ossard et Chris Bolzli.
En 2012, William Friedkin renoue avec le succès au cinéma avec son film Killer Joe, adaptation à l'écran de la pièce éponyme de Tracy Letts et avec Matthew McConaughey dans le rôle-titre. En 2016, Friedkin révèle qu'il travaille sur une adaptation de son film en série télévisée avec Nicolas Cage dans le rôle de Joe.
Après plus de dix ans d'absence, il revient au cinéma avec le film L'Affaire de la mutinerie du Caine (2023), adaptation du roman Ouragan sur le Caine de Herman Wouk et son adaptation en pièce de théâtre. Il sera présenté en avant-première à la Mostra de Venise 2023, quelque temps après son décès.

### Vie privée

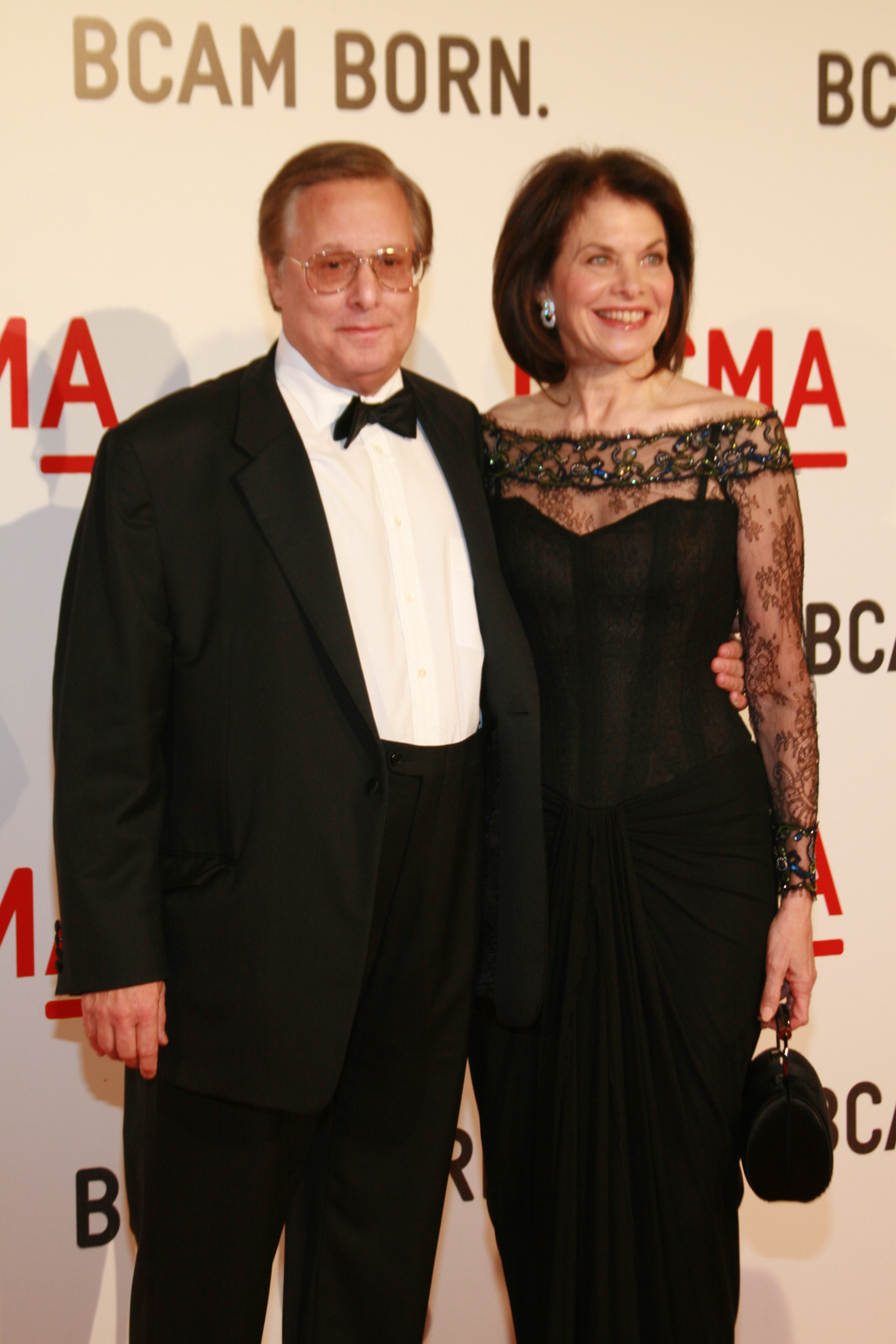
William Friedkin et sa femme Sherry Lansing en 2008.

Pendant le tournage de L'Exorciste, William Friedkin fait la rencontre de la danseuse Jennifer Nairn-Smith (en) avec qui il entame une liaison. Il déclarera par la suite avoir éprouvé une forte attirance physique pour elle, mais n'en avoir jamais été réellement amoureux. Grâce aux recettes de L'Exorciste, ils s'installent ensemble dans une superbe demeure que le réalisateur achète à Los Angeles, dans le quartier de Bel Air. Jennifer Nairn-Smith rejoindra Friedkin sur le tournage du Convoi de la peur pour lui annoncer qu'elle est enceinte et désire l'épouser, ce qu'il refusera. L'enfant, Cedric, naît en novembre 1976. William Friedkin commence par refuser de croire qu'il en soit le père, mais après que Walon Green, scénariste sur Le Convoi de la peur, lui a affirmé que l'enfant est « son portrait craché », il fait un test sanguin pour s'assurer de cette paternité, reconnaît l'enfant et accepte de s'en occuper.
Il a été de 1977 à 1979 l'époux de Jeanne Moreau. 
Un matin d'automne 1980, alors qu'il se rend en voiture à son bureau de Warner Bros, William Friedkin est victime d'une crise cardiaque. Il parvient à rouler jusqu'au studio mais s'effondre à l'entrée du bâtiment. Il est sauvé in extremis.
Il est marié à  Kelly Lange (en) de 1987 à 1990,.
Et il épouse Sherry Lansing le 6 juillet 1991,.

### Mort
William Friedkin meurt le 7 août 2023 à Los Angeles d'une insuffisance cardiaque due à une pneumonie, à l'âge de 87 ans. Incinéré, ses cendres sont remises à la famille.

## Distinctions
- Oscars 1972 : meilleur film et meilleur réalisateur pour French Connection (The French Connection)
- Mostra de Venise 2013 : Lion d'or pour l'ensemble de sa carrière

## Filmographie

### Réalisateur

#### Fictions
- 1967 : Good Times (en)
- 1968 : L'Anniversaire (The Birthday Party)
- 1968 : Strip-tease chez Minsky (The Night They Raided Minsky's)
- 1970 : Les Garçons de la bande (The Boys in the Band)
- 1971 : French Connection (The French Connection)
- 1973 : L'Exorciste (The Exorcist)
- 1977 : Le Convoi de la peur (Sorcerer)
- 1978 : Têtes vides cherchent coffres pleins (The Brink's Job)
- 1980 : La Chasse (Cruising)
- 1983 : Le Coup du siècle (Deal of the Century)
- 1985 : Police fédérale, Los Angeles (To Live and Die in L.A.)
- 1987 : Le Sang du châtiment (Rampage)
- 1990 : La Nurse (The Guardian)
- 1994 : Blue Chips
- 1995 : Jade
- 2000 : L'Enfer du devoir (Rules of Engagement)
- 2003 : Traqué (The Hunted)
- 2006 : Bug
- 2011 : Killer Joe
- 2023 : L'Affaire de la mutinerie du Caine (The Caine Mutiny Court-Martial)

#### Documentaires
- 1962 : The People vs. Paul Crump
- 1965 : The Bold Men (en)
- 1965 : Pro Football: Mayhem on a Sunday Afternoon
- 1965 : Time-Life Specials: The March of Time
- 1965 : The Thin Blue Line (en)
- 1965 : Mayhem on a Sunday Afternoon (en)
- 1974 : Conversation avec Fritz Lang (Fritz Lang Interviewed by William Friedkin)
- 2007 : The Painter's Voice
- 2017 : The Devil and Father Amorth (en)

#### Séries télévisées et téléfilms
- 1965 : Suspicion (The Alfred Hitchcock Hour) - saison 3, épisode 29 : Off Season
- 1985 : La Cinquième Dimension (The (New) Twilight Zone) - saison 1, épisode 4 : segment La lumière des ténèbres (Nightcrawlers)
- 1986 : C.A.T. Squad : Les Hommes du C.A.T. (Stalking Danger) (téléfilm)
- 1988 : C.A.T. Squad : L'œil du Python (Python Wolf) (téléfilm)
- 1992 : Les Contes de la crypte - saison 4, épisode 3 : Le Tatouage (On a Dead Man's Chest)
- 1994 : Vilaines Filles et Mauvais Garçons (Jailbreakers) de William Friedkin  (téléfilm)
- 1997 : Douze Hommes en colère (12 Angry Men) (téléfilm)
- 2007 : Les Experts  - saison 8, épisode 9 : Un monde d'ordures (Coackroaches)
- 2009 : Les Experts  - saison 9, épisode 19 : Bas les masques (Mascara)

#### Clips musicaux
- 1984 : Self Control de Laura Branigan
- 1985 : To Live and Die in L.A. de Wang Chung
- 1985 : Somewhere de Barbra Streisand
- 1998 : Ce que je sais de Johnny Hallyday

### Scénariste
- 1980 : La Chasse (Cruising)
- 1985 : Police fédérale, Los Angeles (To Live and Die in L.A.)
- 1988 : Le Sang du châtiment (Rampage)
- 1990 : La Nurse (The Guardian)

### Producteur

#### Cinéma
- 1977 : Le Convoi de la peur (Sorcerer)
- 1988 : Le Sang du châtiment (Rampage)

#### Télévision
- 1977 : The 49th Annual Academy Awards de Marty Pasetta
- 1986 : C.A.T. Squad (en)
- 1988 : C.A.T. Squad: Python Wolf (en)

## Publications
- William Friedkin (trad. Florent Loulendo), Friedkin Connection : Les Mémoires d'un cinéaste de légende, La Martinière, 2014, 640 p. (ISBN 978-2-7324-6601-9 et 2-7324-6601-8, lire en ligne)
- William Friedkin (trad. Nicolas Ragonneau), Dans les pas de Marcel Proust, Éditions La Pionnière, 2019, (ISBN 978-2-902233-02-1)

#### Livres
- Peter Biskind (trad. de l'anglais), Le Nouvel Hollywood : Coppola, Lucas, Scorsese, Spielberg, Paris, Le Cherche Midi (réédité en Points), 2006, 692 p. (ISBN 978-2-7578-0427-8)
- Gilles Boulenger, Le Petit Livre de William Friedkin, La Courneuve, Le Cinéphage, 1997, 144 p. (ISBN 2-9510947-0-1)
- Jean-Baptiste Thoret, Le Cinéma américain des années 70, Cahiers du cinéma, 2006, 395 p. (ISBN 2-86642-565-0)
- Franck Buioni, Absolute Directors, Camion Blanc, 2013, 1006 p. (ISBN 978-2-35779-446-7 et 2-35779-446-1, lire en ligne)

#### Entretiens
- Entretien avec Samuel Blumenfeld et Laurent Vachaud dans la revue Les Inrockuptibles; novembre 1995
- Entretien avec Laurent Vachaud dans la revue Positif, janvier 1998
- Dossier William Friedkin dans la Revue Panic, juillet/août 2006
- Entretien avec Laurent Vachaud dans la revue Positif, juillet/août 2006